# 安条克的狄奥菲鲁斯
安条克的狄奥菲鲁斯（Theophilus of Antioch，？—約183年）是安提阿的主教，寫了護教文給安圖尼加斯（Autolycus），文中表明基督教的神觀與創世教義。他比任何人更詳盡發展「道」的教義，並率先使用三位一體的神觀。關於他的死亡日期，約在183年至185年之間。

## 外部連結
- （英文）狄奥菲鲁斯於《天主教百科全書》